# Ерёмин, Сергей Васильевич (депутат)
Серге́й Васи́льевич Ерёмин (род. 14 мая 1976, Красноярск) — российский государственный деятель, заместитель Губернатора Красноярского края (2022—2023). Депутат Государственной Думы восьмого созыва с сентября 2023 года.
Глава города Красноярска (2017—2022). Министр транспорта Красноярского края (2012—2017). Член политического совета Красноярского регионального отделения партии «Единая Россия» и председатель координационного совета местных отделений «Единой России» по Красноярску.

## Биография
Родился 14 мая 1976 года в Красноярске.
В 1998 году окончил автодорожный факультет Красноярского государственного технического университета, получив квалификацию «инженер» по специальности «организация перевозок и управление на автомобильном транспорте».
В 2005 году окончил Красноярский государственный университет, получив квалификацию «юрист» по специальности «юриспруденция».
В апреле 1999 — марте 2002 года проходил службу в качестве инспектора организационно-аналитического отдела УГИБДД ГУВД Красноярского края.
С марта 2002 по август 2010 года работал в краевом государственном бюджетном учреждении «Управление автомобильных дорог по Красноярскому краю»: до 1 июня 2003 года — ведущим инженером отдела планирования и организации работ по содержанию федеральных автомобильных дорог, а также ведущим инженером отдела планирования и организации работ по ремонту и содержанию автомобильных дорог федерального значения; до 1 августа 2004 года — исполняющим обязанности начальника отдела по развитию дорожного сервиса и использованию полос отвода; до 1 января 2007 года — начальником отдела безопасности дорожного движения и сохранности автодорог, а также начальником отдела безопасности дорожного движения и платных автодорог; до 1 августа 2010 года — начальником отдела эксплуатации автомобильных дорог и безопасности дорожного движения.

## Политическая карьера
С 12 ноября 2010 года — помощник министра транспорта Красноярского края, а также временно исполняющий обязанности заместителя министра транспорта Красноярского края.
С 14 февраля 2012 года — руководитель управления автомобильных дорог по Красноярскому краю, а с 2 мая 2012 года по 1 октября 2017 года — министр транспорта Красноярского края.
24 октября 2017 года избран Красноярским городским Советом депутатов (23 голосами «за» из 29) Главой города Красноярска. 26 октября 2017 года официально вступил в должность.
25 июля 2022 года стало известно, что Ерёмин будет назначен на должность заместителя губернатора Красноярского края. 26 июля в Красноярский городской совет депутатов поступило его обращение о досрочном прекращении полномочий в связи с отставкой по собственному желанию и 2 августа 2022 года депутаты на внеочередной сессии согласовали отставку.
С 3 августа 2022 года — заместитель губернатора Красноярского края по вопросам благоустройства Красноярска и других городов края.
31 июля 2023 года Крайизбирком зарегистрировал заместителя губернатора Красноярского края Сергея Еремина кандидатом от «Единой России» на довыборах в Госдуму. Голосование прошло 8-10 сентября по Дивногорскому одномандатному избирательному округу № 56. Ерёмин на выборах победил и стал депутатом Госдумы. Член комитета по транспорту и транспортной инфраструктуре.

## Научная деятельность
В 2001 году в Красноярском государственном техническом университете защитил диссертацию на соискание учёной степени кандидата технических наук по теме «Региональная информационная система оценки аварийных ситуаций на автодорогах (на примере Красноярского края)».
В 2022 году в Орловском государственном университете им. И. С. Тургенева защитил диссертацию на соискание учёной степени доктора технических наук по теме «Методология организации перевозок пассажиров городским общественным транспортом в условиях перспективного территориального развития города». По словам Ерёмина, на написание работы ему понадобилось 13 лет.

## Семья
Отец — Василий Иванович Ерёмин (1953—2005), агроном, директор сельхозпредприятия «Таёжный», депутат Законодательного собрания Красноярского края (2001—2005).
В 1999 году Сергей Ерёмин женился на подруге Екатерине. Дата заключения брака совпала с юбилеем красноярского Дворца бракосочетаний.
У Сергея и Екатерины Ерёминых четыре дочери — Софья, Дарья и сёстры-близнецы Таисия и Василиса.
Увлекается коллекционированием моделей самолётов.